# Geelbrauwcamaroptera
De geelbrauwcamaroptera (Camaroptera superciliaris) is een zangvogel uit de familie Cisticolidae.

## Verspreiding en leefgebied
Deze soort komt voor van Guinee en Sierra Leone tot Congo-Kinshasa, Oeganda en noordwestelijk Angola.

## Status
De grootte van de populatie is niet gekwantificeerd maar de soort wordt omschreven als schaars tot plaatselijk algemeen. Op de Rode lijst van de IUCN heeft deze soort de status niet bedreigd.